# NGC 1773
NGC 1773 est une nébuleuse en émission située dans la constellation de la Dorade. Cette nébuleuse est située dans le Grand Nuage de Magellan. Elle a été découverte par l'astronome britannique John Herschel en 1837.